# London and North Western Railway

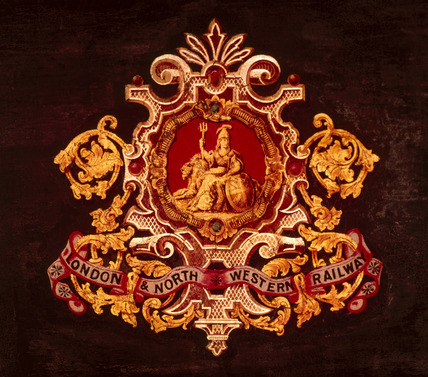
Emblem der London and North Western Railway

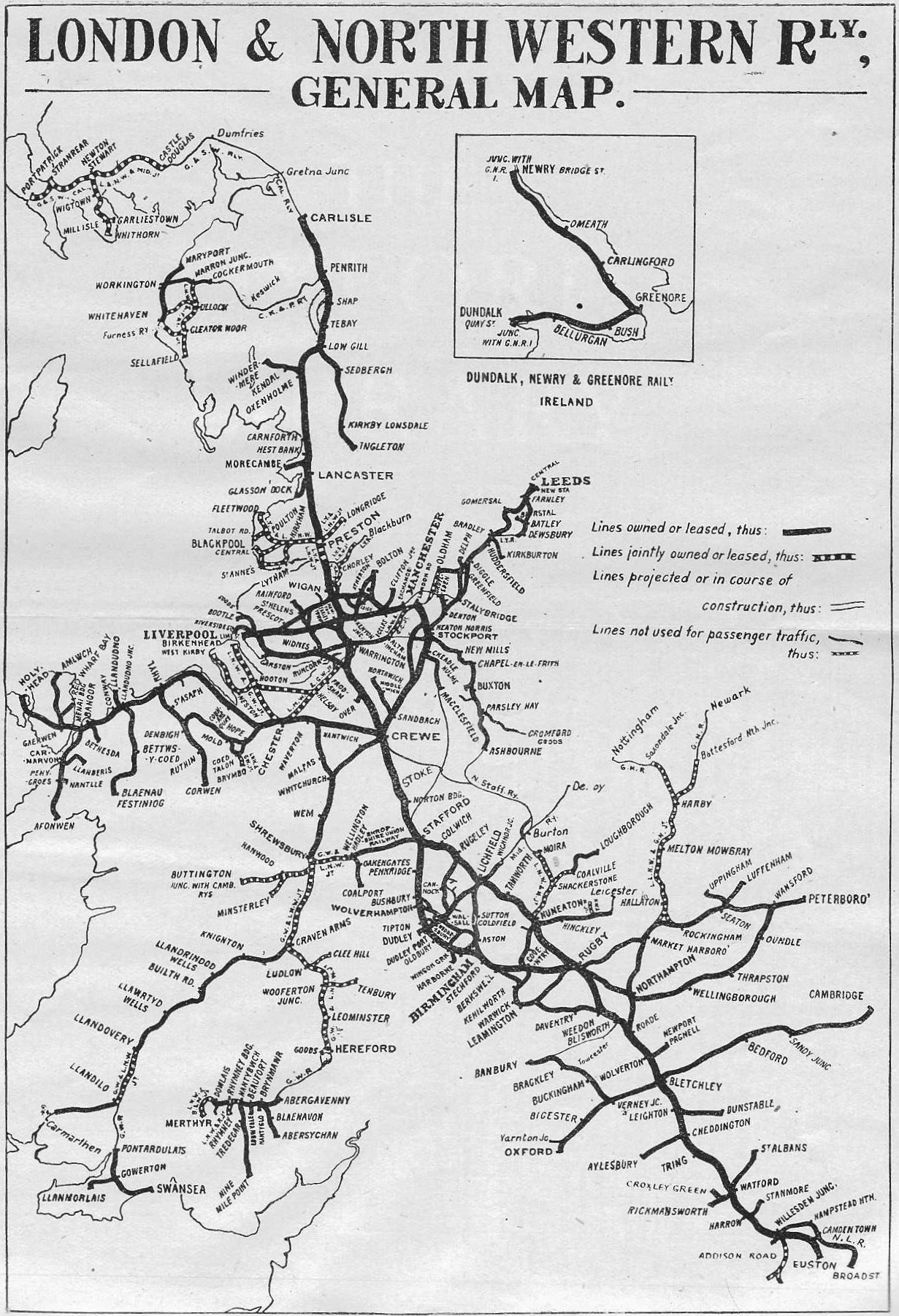
Karte des Streckennetzes

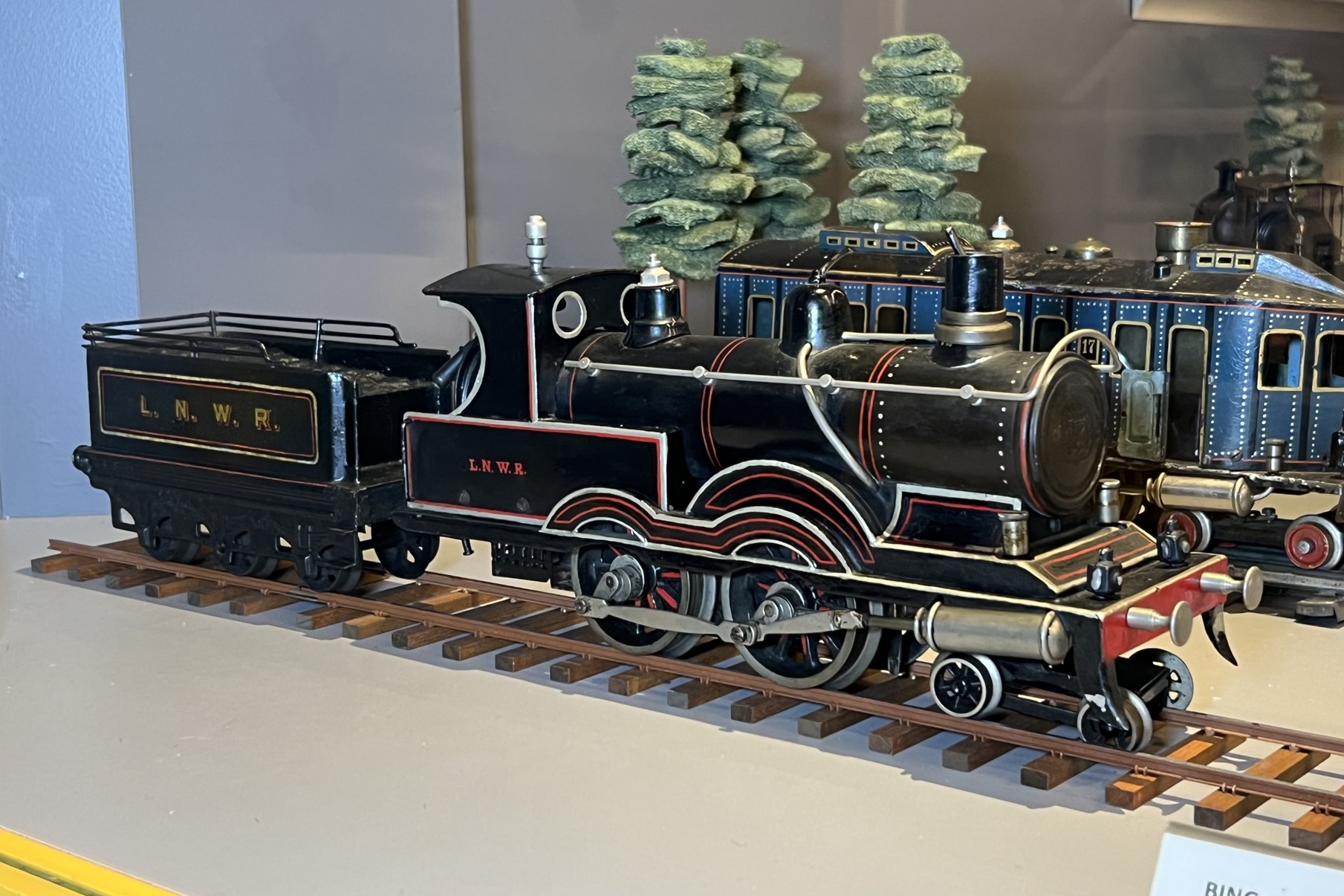
LNWR Echtdampf-Lokomotive aus dem Jahre 1902 von Märklin in der ursprünglichen Spur II Spur (2), 2024

Die London and North Western Railway (LNWR) war eine britische Eisenbahngesellschaft, die von 1846 bis 1922 existierte. 

## Geschichte
1846 entstand die LNWR aus der Fusion der drei Gesellschaften Grand Junction Railway, London and Birmingham Railway und Manchester and Birmingham Railway. Innerhalb weniger Jahre nach ihrer Gründung baute die LNWR weitere Eisenbahnstrecken und übernahm andere Eisenbahngesellschaften. Im Jahr 1913 erreichte das Streckennetz eine Gesamtlänge von rund 4.889 Kilometern.
Die London and North Western Railway (LNWR) bezeichnete sich selbst als Premier Line – ein Titel, den auch andere Eisenbahngesellschaften für sich beanspruchten. Im Fall der LNWR war diese Bezeichnung jedoch in mehrfacher Hinsicht gerechtfertigt: Einerseits konnte sie als führende Eisenbahngesellschaft Großbritanniens gelten, andererseits ließ sich der Titel auch historisch begründen. Denn die Liverpool and Manchester Railway, die weltweit erste Eisenbahngesellschaft mit planmäßigem Personenverkehr, ging später in der Grand Junction Railway auf, einem der Gründungsunternehmen der LNWR.
Darüber hinaus war die LNWR gegen Ende des 19. Jahrhunderts die größte Aktiengesellschaft Großbritanniens und wirtschaftlich erfolgreicher als jede andere Bahngesellschaft des Landes. Ihr Streckennetz erschloss entlang der späteren West Coast Main Line zahlreiche bedeutende Städte, darunter London, Birmingham, Manchester, Liverpool und Leeds. Durch Kooperation mit der Caledonian Railway wurden auch Edinburgh und Glasgow angebunden. Zudem reichte das Netz tief nach Wales hinein, mit wichtigen Endpunkten wie Holyhead, Swansea und Newport.
In Crewe, einem zentralen Knotenpunkt im Streckennetz der LNWR, entwickelte die Bahngesellschaft aus den von der GJR übernommenen Crewe Works eine der größten und modernsten Lokomotivfabriken Europas. Insgesamt entstanden in den Crewe Works über 8000 Lokomotiven, darunter die Güterzuglokomotiven der Klasse DX Goods, die ersten in industrieller Großserie gefertigten und mit 943 Exemplaren meistgebauten britischen Dampflokomotiven.
Am 1. Januar 1922 erfolgte die Fusion mit der Lancashire and Yorkshire Railway. Mit dem Inkrafttreten des Railways Act 1921 wurde die LNWR am 1. Januar 1923 Teil der London, Midland and Scottish Railway (LMS). Die Hauptwerkstätten der LNWR befanden sich in Crewe (Lokomotiven) und Wolverton (Waggons).